# Erpodium distichum
Erpodium distichum là một loài rêu trong họ Erpodiaceae. Loài này được Wager & Dixon mô tả khoa học đầu tiên năm 1920.